# Clement Chukwu
Clement Chukwu (ur. 7 lipca 1973 w Umuahia) – nigeryjski lekkoatleta (sprinter), mistrz olimpijski z 2000.
Specjalizował się w biegu na 400 metrów. Na igrzyskach olimpijskich w 1996 w Atlancie odpadł w ćwierćfinale tej konkurencji, a nigeryjska sztafeta 4 × 400 metrów (Udeme Ekpeyong, Chukwu, Ayuba Machem i Sunday Bada) została zdyskwalifikowana w półfinale. Chukwu zwyciężył w biegu na 400 metrów na letniej uniwersjadzie w 1997 w Katanii, a na mistrzostwach świata w 1997 w Atenach odpadł w półfinale tej konkurencji.
Zwyciężył w biegu na 400 metrów na mistrzostwach Afryki w 1998 w Dakarze. Zdobył srebrny medal na tym dystansie na igrzyskach afrykańskich w 1999 w Johannesburgu. Na mistrzostwach świata w 1999 w Sewilli odpadł w ćwierćfinale biegu na 400 metrów.
Na igrzyskach olimpijskich w 2000 w Sydney startował w sztafecie 4 × 400 metrów, która biegnąc w składzie: Chukwu, Jude Monye, Bada i Enefiok Udo-Obong zajęła 2. miejsce w finale za sztafetą Stanów Zjednoczonych. W 2008 Międzynarodowy Komitet Olimpijski pozbawił sztafetę amerykańską złotego medalu ze względu na stosowanie dopingu przez jednego z jej członków Antonio Pettigrewa, a w 2012 podjął decyzję o uznaniu sztafety nigeryjskiej za mistrzów olimpijskich. Sztafeta ta uzyskała czas 2:58,68 który do sierpnia 2021 był rekordem Afryki.
Chukwu był mistrzem Nigerii w biegu na 400 metrów w 1998 i 1999, a także akademickim mistrzem USA (NCAA) w tej konkurencji w 1999.
W latach 1992–1996 miał zakaz startów z powodu dopingu.
Rekordy życiowe:
| Konkurencja        | Data i miejsce           | Wynik |
| ------------------ | ------------------------ | ----- |
| bieg na 200 metrów | 16 maja 1998, Ann Arbor  | 20,30 |
| bieg na 300 metrów | 14 września 2000, Sydney | 32,72 |
| bieg na 400 metrów | 20 sierpnia 1998, Dakar  | 44,65 |